# Targa Florio 1914

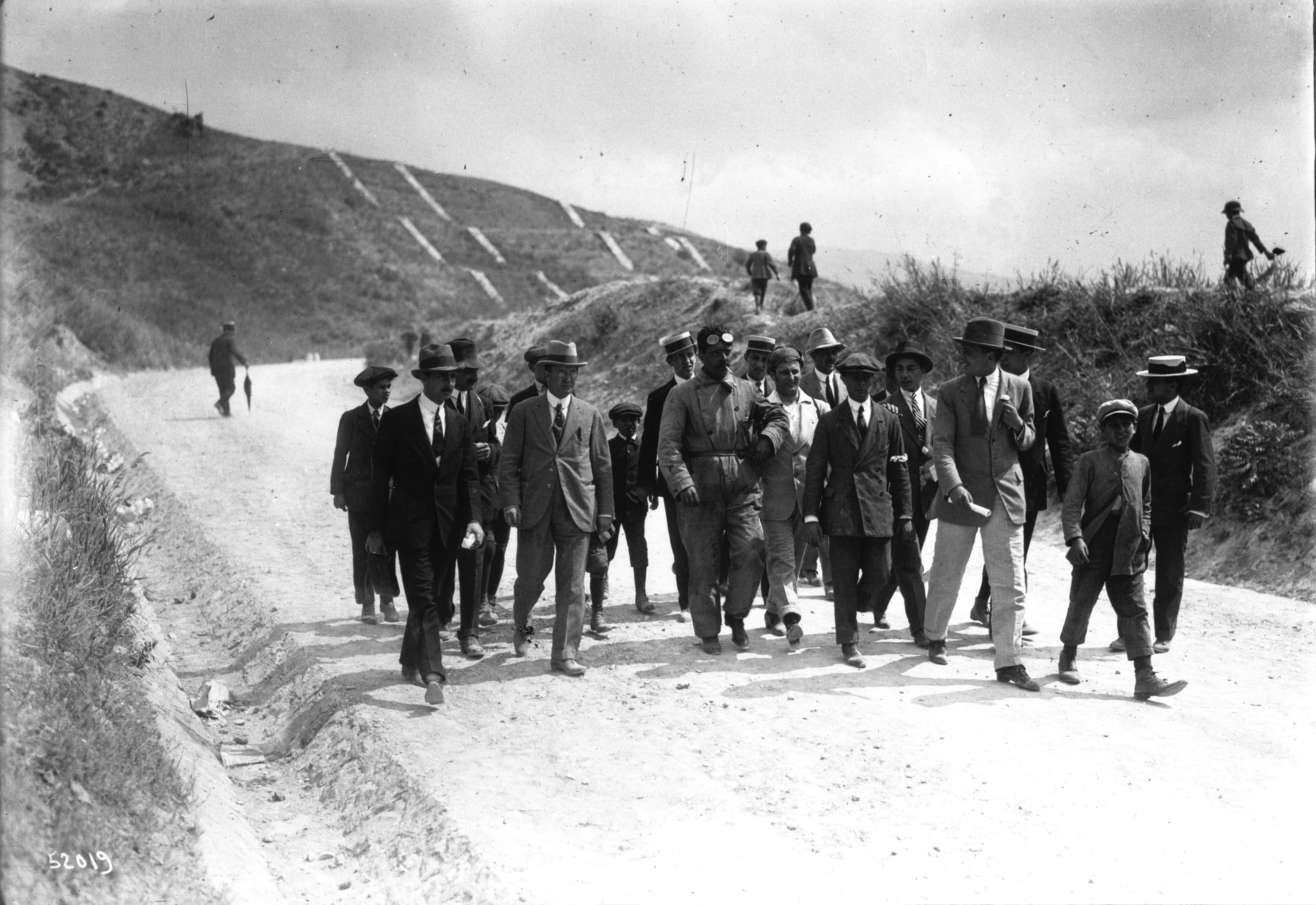
Rennsieger Ernesto Ceirano (in der Mitte mit Overall und Brille) vor dem Start

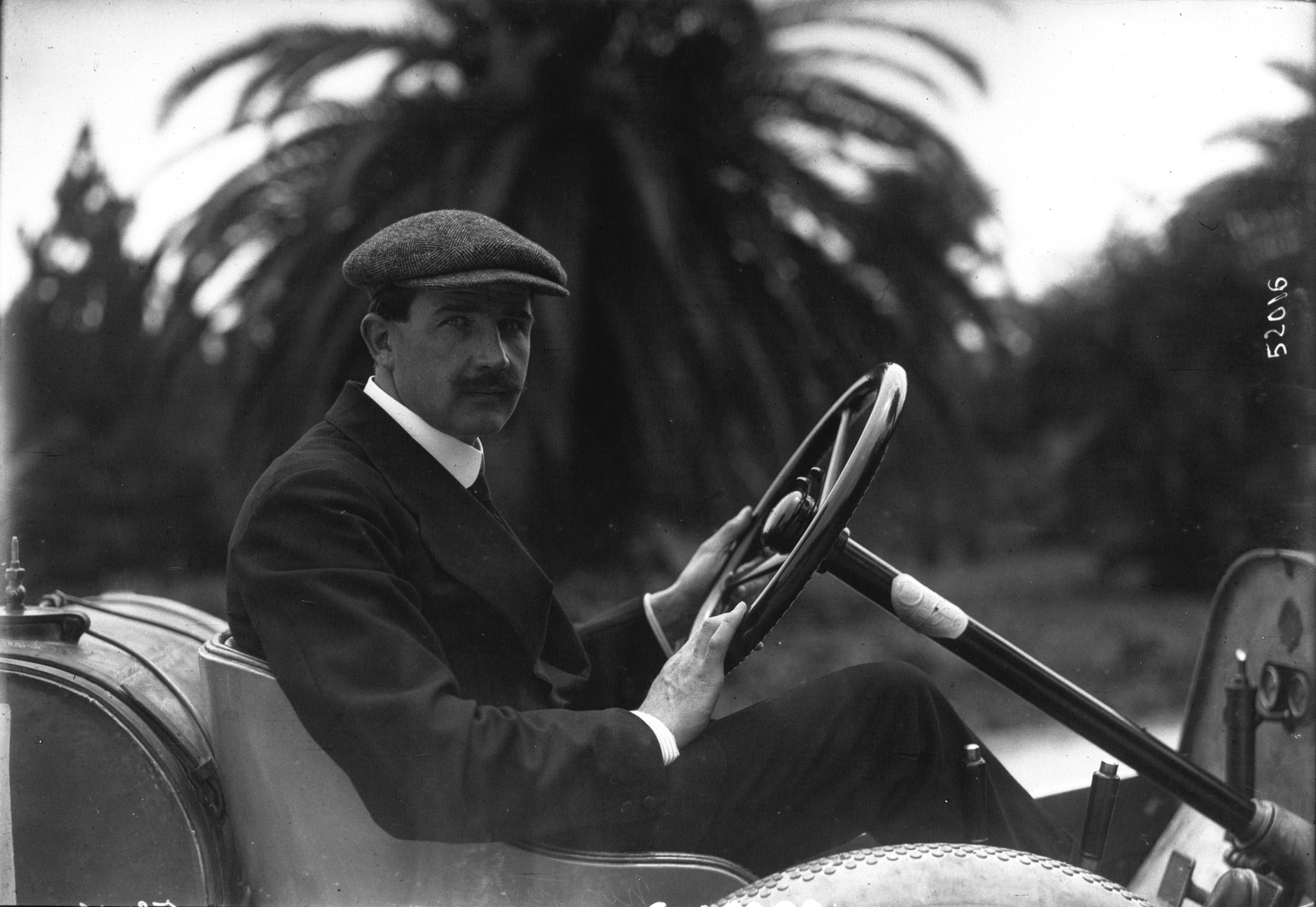
Felice Nazzaro in seinem Eigenbau. Im Rennen hatte der Nazzaro Tipo 3/44 einen Schaden an der Kraftübertragung und fiel aus

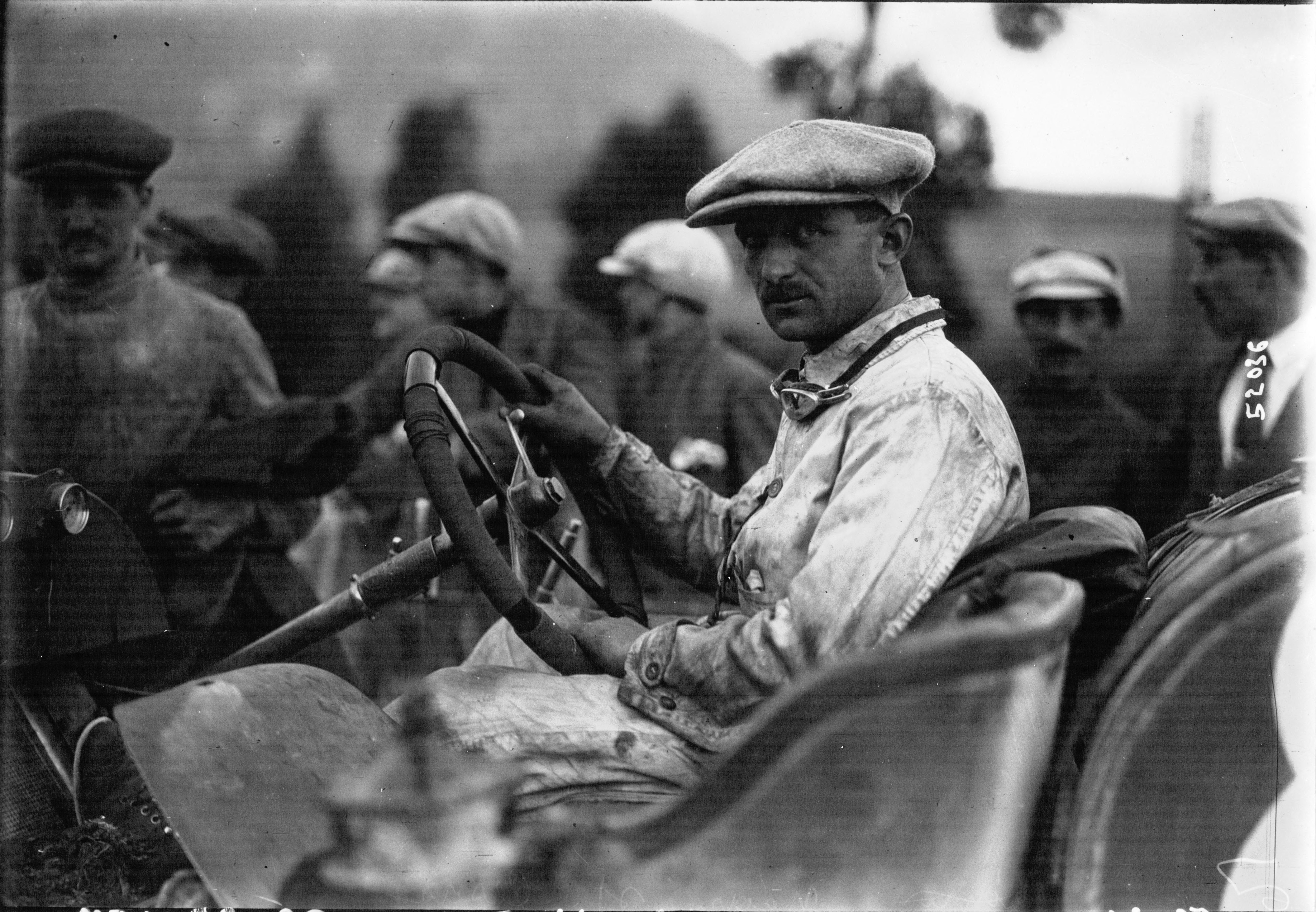
Giovanni Negro am Steuer eines Caesar C90 Sport 50 HP/5.3

Die neunte Targa Florio, auch IX Targa Florio, war ein Straßenrennen auf Sizilien und fand am 24. und 25. Mai 1914 statt. Gleichzeitig war das Rennen der dritte Giro di Sicilia, auch 3° Giro di Sicilia.

## Das Rennen

### Die Route
Palermo – Ficarazzi – Bagheria – Santa Flavia – Trabia – Termini Imerese – Cerda – Campofelice di Fitalia – Cefalù – Santo Stefano di Camastra – Sant’Agata di Militello – Capo d’Orlando – Brolo – Gioiosa Marea – Patti – Barcellona Pozzo di Gotto – Merì – Spadafora – Messina – Scaletta Zanclea – Santa Teresa di Riva – Giardini-Naxos – Giarre – Acireale – Catania – Lentini – Syrakus – Avola – Noto – Rosolini – Ispica – Modica – Ragusa – Comiso – Vittoria – Gela – Licata – Palma di Montechiaro – Agrigent – Porto Empedocle – Siculiana – Montallegro – Ribera – Sciacca – Menfi – Castelvetrano – Campobello di Mazara – Mazara del Vallo – Marsala – Paceco – Trapani – Salemi – Calatafimi Segesta – Alcamo – Partinico – Terrasini – Capaci – Sferracavallo – Mondello – Palermo

### Teams, Hersteller und Fahrer
Das Rennen 1914 war die letzte Targa Florio vor dem Ausbruch des Ersten Weltkriegs. Einen Monat nach der Veranstaltung erschoss am 28. Juni 1914 der bosnisch-serbisch-nationalistische-Attentäter Gavrilo Princip den österreich-ungarischen-Thronfolger Franz Ferdinand von Österreich-Este und dessen Ehefrau Sophie Chotek von Chotkowa in Sarajevo. Die dadurch ausgelöste Julikrise, führte vier Wochen später zur Kriegserklärung Österreich-Ungarns gegenüber dem Königreich Serbien.
Von den Spannungen, die im Frühjahr 1914 zwischen den späteren Kriegsgegnern an Intensität zunahmen, blieb das entfernt liegende Sizilien weitgehend verschont. Als die Meldeliste geschlossen wurde, herrschte an der sizilianischen Mittelmeerküste fröhliche Frühsommerstimmung. Die in Turin beheimatete Società Ceirano Automobili Torino hatte mit ihren Rennwagen zwei der letzten drei Targa Florios gewonnen. Auch 1914 kam die Rennmannschaft des Automobilherstellers mit drei Fahrzeugen nach Palermo. Fahrer waren der Brite Cyril Snipe, 1912 erster nichtitalienischer Sieger der Targa, Ernesto Ceirano, Sieger 1911 und Bruder des Firmengründers Giovanni Ceirano sowie Valentino Colombo.
Felice Nazzaro, der Vorjahressieger, produzierte seit 1911 mit Partnern unter dem Namen Nazzaro & C., Fabbrica Automobili eigene Rennwagen, von denen er drei meldete. Die Tipo 3 fuhren Mario Cortese, Angelo Diana und Nazzaro selbst. Die beiden Werks-De Vecchi steuerten Alberto Marani und Ugo Sivocci. Erstmals waren Rennwagen von Scacchi & C., Fabbrica Automobili am Start, die unter der für den britischen Markt vorgesehenen Modellbezeichnung Caesar gemeldet waren. 
Während die Società Ceirano Automobili Torino, Automobili Nazzaro, De Vecchi und Scacchi schon seit Jahrzehnten nur mehr als historische Begriffe existieren, sind zwei weitere 1914 anwesende Hersteller in der Gegenwart die wichtigsten Automobilmarken Italiens: Fiat und Alfa Romeo, die damals noch als A.L.F.A. firmierte (Nicola Romeo kam erst 1915 ins Unternehmen). Für Fiat starteten Luigi Lopez sowie Costantino Trombetta; die drei Alfa 15/20 HP/2.4 wurden Giuseppe Campari, der sein Targa-Florio-Debüt gab, Testfahrer Nino Franchini und Antonio Fracassi anvertraut. Ein weiterer Targa-Florio-Debütant war 1914 Bartolomeo Costantini.

### Der Rennverlauf
Wenig ist den historischen Quellen über den Rennverlauf zu entnehmen. Wesentlicher Inhalt war der zweite Gesamtsieg von Ernesto Ceirano, der mit einer Fahrzeit von 16:51:31,6 Stunden mehr als zwei Stunden schneller war als Felice Nazzaro im Jahr davor. Zweiter wurde De-Vecchi-Werksfahrer Alberto Marani vor Luigi Lopez im Fiat.

## Ergebnisse

### Schlussklassement
| 1               |  | 14 | Società Ceirano Automobili Torino            | Ernesto Ceirano          | Scat 22/32 HP/4.4          | 16:51:31,600 |
| 2               |  | 1  | Officine Meccaniche De Vecchi                | Alberto Marani           | De Vecchi 25/35 HP/5.7     | 18:41:54,800 |
| 3               |  | 22 | Fabbrica Italiana Automobili Torino          | Luigi Lopez              | Fiat                       | 19:45:26,000 |
| 4               |  | 31 | Società Ceirano Automobili Torino            | Valentino Colombo        | Scat 22/32 HP/4.4          | 19:45:33,000 |
| 5               |  | 30 | Nazzaro & C., Fabbrica Automobili            | Mario Cortese            | Nazzaro Tipo 3/4.4         | 19:58:11,000 |
| 6               |  | 19 | Stefano Lucca                                | Stefano Lucca            | Elka                       | 19:58:21,000 |
| 7               |  | 7  | Fabbrica Italiana Automobili Torino          | Costantino Trombetta     | Fiat                       | 20:01:06,000 |
| 8               |  | 4  |                                              | Rigoletti                | Diatto 20 HP               | 20:57:50,000 |
| Nicht klassiert |  |    |                                              |                          |                            |              |
| 9               |  | 10 | Officine Meccaniche Beccaria                 | Cesare Beccaria          | Beccaria                   |              |
| Ausgefallen     |  |    |                                              |                          |                            |              |
| 10              |  | 2  |                                              | Tortora                  | Renault                    |              |
| 11              |  | 2  | Salvatore Marano                             | Salvatore Marano         | Ford T/2.9                 |              |
| 12              |  | 9  | Riccardo Conti                               | Riccardo Conti           | Peugeot L3/3.0             |              |
| 13              |  | 12 | Principe Lanza di Trabia                     | Principe Lanza di Trabia | Isotta Fraschini 40 HP     |              |
| 14              |  | 15 | Giuseppe Baldoni                             | Giuseppe Baldoni         | Lorraine-Dietrich          |              |
| 15              |  | 16 | Scacchi & C., Fabbrica Automobili            | Giovanni Negro           | Caesar C90 Sport 50 HP/5.3 |              |
| 16              |  | 21 | Società Anonima Lombarda Fabbrica Automobili | Nino Franchini           | Alfa 15/20 HP/2.4          |              |
| 17              |  | 25 | Società Ceirano Automobili Torino            | Cyril Snipe              | Scat 22/32 HP/4.4          |              |
| 18              |  | 26 | Scacchi & C., Fabbrica Automobili            | De Manaud                | Caesar C90 Sport 50 HP/5.3 |              |
| 19              |  | 29 | Officine Meccaniche Beccaria                 | Luigi Beccaria           | Beccaria                   |              |
| 20              |  | 33 |                                              | Poni                     | Scat                       |              |
| 21              |  | 34 |                                              | Ruggerone                | Aquila Italiana            |              |
| 22              |  | 3  |                                              | Berra                    | De Dion                    |              |
| 23              |  | 5  | Società Anonima Lombarda Fabbrica Automobili | Giuseppe Campari         | Alfa 15/20 HP/2.4          |              |
| 24              |  | 8  | Silvio Musmeci                               | Silvio Musmeci           | Martini                    |              |
| 25              |  | 11 | Nazzaro & C., Fabbrica Automobili            | Felice Nazzaro           | Nazzaro Tipo 3/4.4         |              |
| 26              |  | 17 | Giovanni Marsaglia                           | Giovanni Marsaglia       | Aquila Italiana            |              |
| 27              |  | 20 | Officine Meccaniche De Vecchi                | Ugo Sivocci              | De Vecchi 25/35 HP/5.7     |              |
| 28              |  | 24 | Nazzaro & C., Fabbrica Automobili            | Angelo Diana             | Nazzaro Tipo 3/4.4         |              |
| 29              |  | 27 | Bartolomeo Costantini                        | Bartolomeo Costantini    | Aquila Italiana            |              |
| 30              |  | 28 | Società Anonima Lombarda Fabbrica Automobili | Antonio Fracassi         | Alfa 15/20 HP/2.4          |              |
| 31              |  | 32 |                                              | Zeuli                    | Aquila Italiana            |              |

### Nur in der Meldeliste
Zu diesem Rennen sind keine weiteren Meldungen bekannt.

### Klassensieger
Zu diesem Rennen sind keine Klassensieger bekannt.

### Renndaten
- Gemeldet: 31
- Gestartet: 31
- Gewertet: 8
- Rennklassen: keine
- Zuschauer: unbekannt
- Wetter am Renntag: trocken und heiß
- Streckenlänge: 979,000 km
- Fahrzeit des Siegerteams: 16:51:31,600 Stunden
- Gesamtrunden des Siegerteams: 1
- Gesamtdistanz des Siegerteams: 979,000 km
- Siegerschnitt: 58,070 km/h
- Schnellste Trainingszeit: keine
- Schnellste Rennrunde: keine
- Rennserie: zählte zu keiner Rennserie